# جیمی فورمن
جیمی فورمن (انگلیسی: Jamie Foreman؛ زادهٔ ۲۵ مهٔ ۱۹۵۸) بازیگر اهل بریتانیا است. وی دانش‌آموختهٔ رشتهٔ بازیگری در آکادمی هنرهای تئاتر ایتالیا کونتی است   و از سال ۱۹۷۷ میلادی تاکنون مشغول فعالیت بوده‌است.
از فیلم‌ها یا برنامه‌های تلویزیونی که وی در آن نقش داشته است می‌توان به اینکهارت، الیزابت، الیور توئیست، کیک لایه‌ای، آیرونکلاد، نکبت و روز سنت‌جرج اشاره کرد.